# Cosmographiae introductio

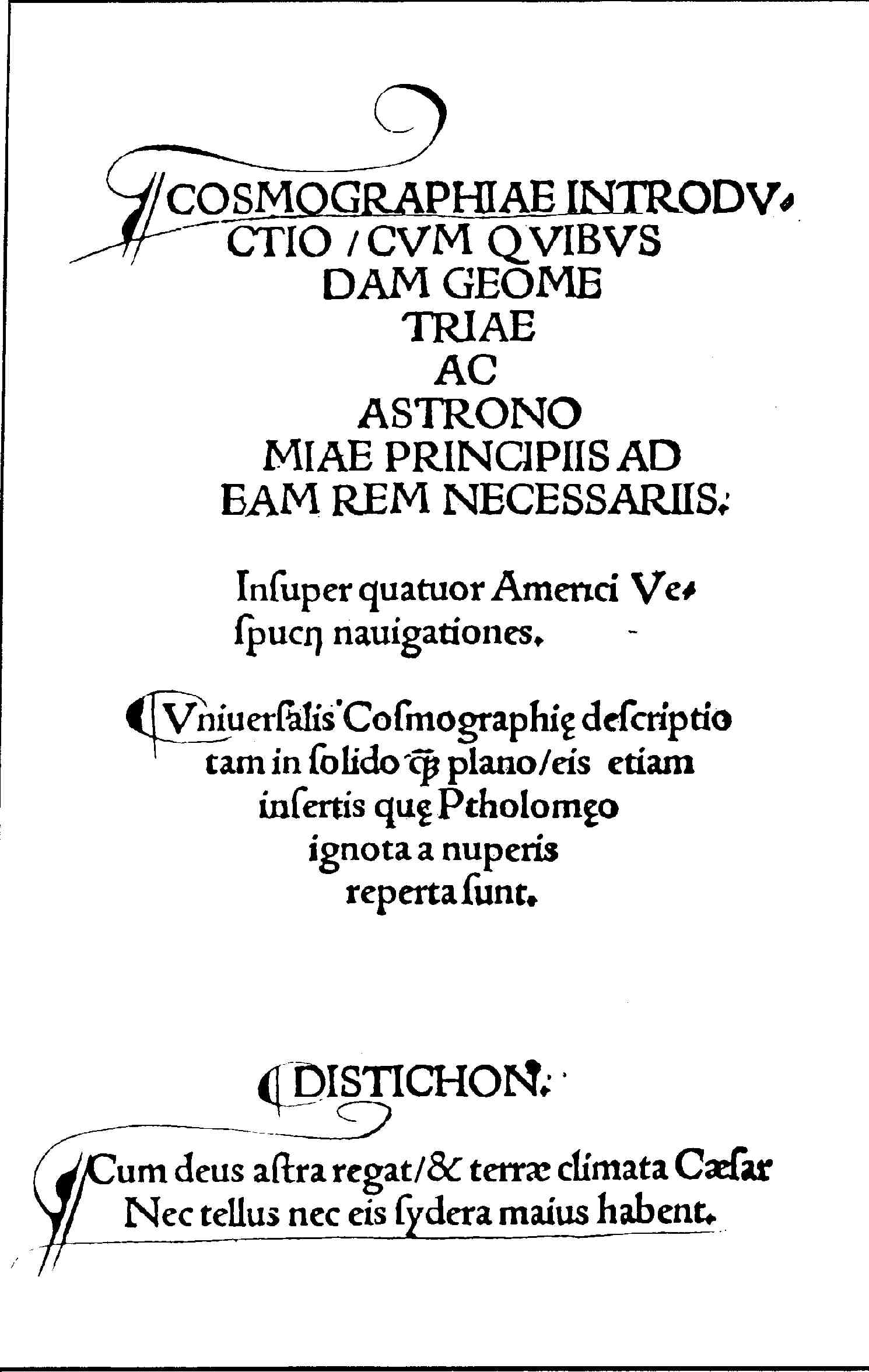
Titelpagina van de Cosmographiae Introductio

De Cosmographiae Introductio (Saint-Dié-des-Vosges, 1507) is een boek dat in 1507 werd gepubliceerd samen met de kaart van Martin Waldseemüller, die de eerste vermelding maakte van het continent 'America'. In die tijd werden Walseemüllers kaart en boek, samen met de 1513-editie van Ptolemaeus' Geografie, zeer vaak gekopieerd.
Velen zijn van mening dat het boek werd geschreven door Matthias Ringmann, hoewel sommige historici menen dat het toch door Walseemüller zelf is geschreven. Het boek bevat de reden voor het gebruik van de naam America op de kaart van de wereld, en bevat een Latijnse vertaling van de vier reizen van Amerigo Vespucci in de appendix.
De volledige titel van het boek luidt: "Cosmographiae introductio cum quibusdam geometriae ac astronomiae principiis ad eam rem necessariis. Insuper quatuor Americi Vespucii navigationes. Universalis Cosmographiae descriptio tam in solido quam plano, eis etiam insertis, quae Ptholomaeo ignota a nuperis reperta sunt."
De kaart van de wereld uit 1507 getiteld Universalis cosmographiae secundum Ptholomaei traditionem et Americi Vespucii aliorumque lustrationes werd in een oplage van 1000 boeken gepubliceerd, waarvan slechts één enkel exemplaar bewaard is gebleven. Deze kopie is in 1901 teruggevonden in de kasteelbibliotheek van de prinsen von Waldburg-Wolfegg-Waldsee in het Kasteel van Wolfegg in Württemberg, Duitsland. Ze werd in 2001 door de Library of Congress aangekocht. 